# Бостонський шлюб
«Бостонський шлюб» — тривале спільне проживання двох жінок, незалежних від фінансової підтримки чоловіків. Термін використовувався в Новій Англії наприкінці ХІХ — на початку ХХ ст., описуючи тип «нових жінок», що прагнули до фінансової самостійності та кар'єрної самореалізації. Деякі з цих стосунків були романтичними і можуть вважатись лесбійськими; інші не були. Бостонський шлюб був також популярний серед лесбійок як спосіб приховати стосунки, не схвалювані суспільством.
Одне з найповніших досліджень бостонських шлюбів представила Ліліан Фейдерман у книзі «Перевершити любов чоловіків» (1981).
Хоча поняття «бостонського шлюбу» в значній мірі має історичний характер, сучасні жіночі пари теж асоціюють свої союзи з ним. Багато жінок бачать економічно і психологічно доцільною ідею спільного проживання з подругами, незалежно від орієнтації.

## Мотиви
Деякі жінки вступали в бостонський шлюб, бо відчували, що мають кращий зв'язок із жінками, ніж з чоловіками. Деякі жили разом через потребу; такі жінки, як правило, були фінансово незалежними завдяки сімейній спадщині або кар'єрі. Жінки, які обрали кар'єру (лікарок, науковиць, професорок), створили групу жінок, відомих як нові жінки, які не були фінансово залежними від чоловіків. Освічені жінки з кар'єрою, які хотіли жити з іншими жінками, мали певну міру соціального схвалення та свободи влаштовувати своє життя. Зазвичай вони були феміністками зі спільними цінностями, залученими до соціальних і культурних справ. Такі жінки, як правило, були самодостатніми у власному житті, але тяжіли одна до одної за підтримкою в часто несхвальному, сексистському, а іноді й ворожому суспільстві.
До 1920-х бостонські шлюби вважалися у суспільстві природними, допустимими та респектабельними. Суспільне визнання таких союзів засновувалось на припущенні, що вони не носять сексуальний характер. Таке сприйняття стало можливим завдяки, зокрема, тому, що жіноча сексуальність у той час заперечувалась, секс вважався необхідним обов'язком жінки для продовження роду. Однак на практиці в таких союзах жінки часто мали романтичні, лесбійські стосунки. Після 1920-х жінок підозрювали у лесбійських сексуальних стосунках дедалі частіше, тому менше самотніх жінок вирішували жити разом.

## Історія

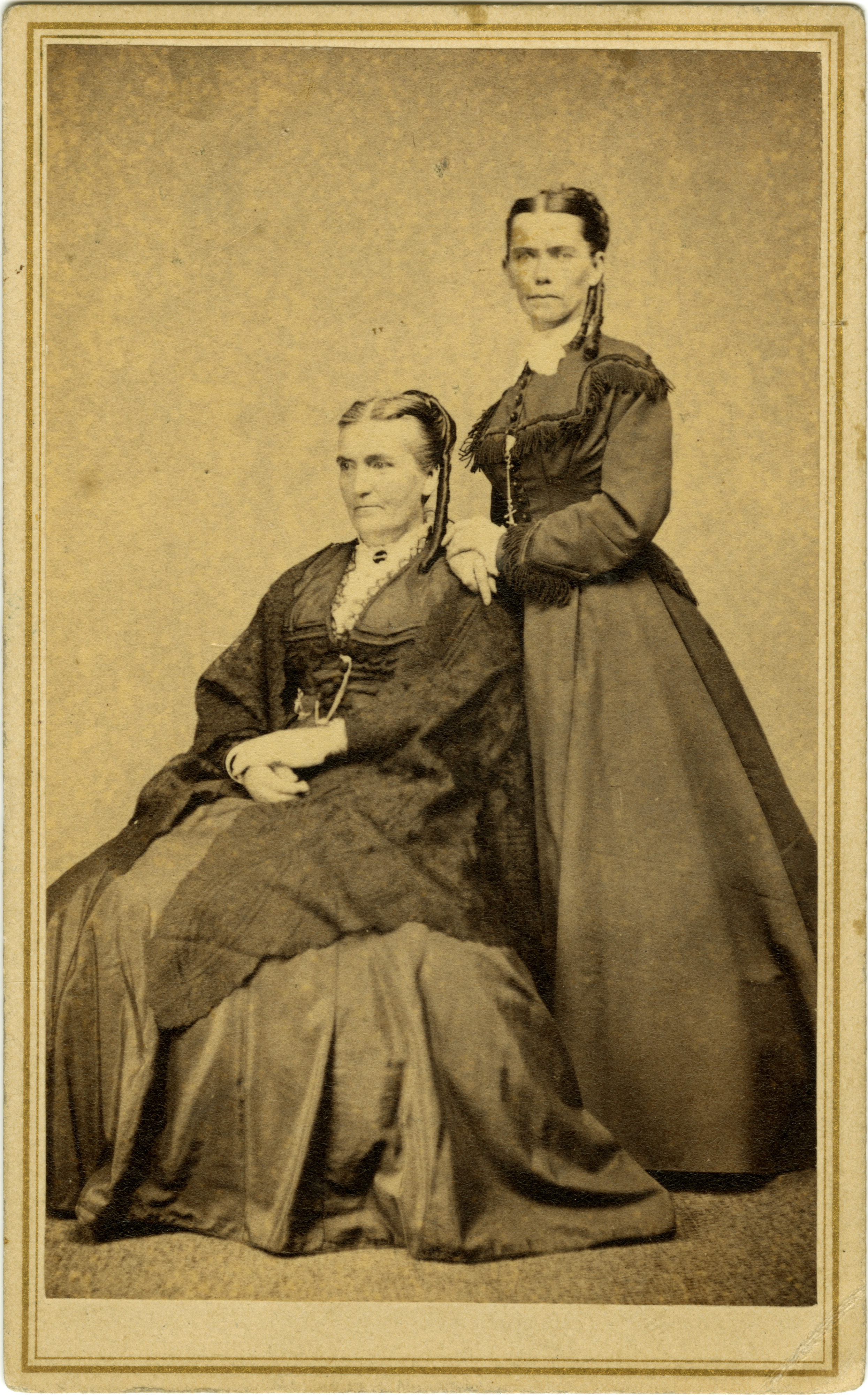
Засновниці Шимерського коледжу Френсіс Шимер (ліворуч) та Сіндерелла Грегорі у 1869 році.

Концепція близьких стосунків двох жінок не була новою в західній цивілізації. Факт відносно офіційної романтичної дружби чи життєвого партнерства між жінками з'явився ще в XIX столітті, і в Англії та інших європейських країнах існують тривалі свідчення про це. Романтична дружба описувала стосунки, відомі принаймні з епохи Відродження. Наприкінці 1700-х широко відомі англо-ірландки з вищого класу Елеонор Батлер і Сара Понсонбі були визнані подружжям і отримали прізвисько Леді Лланголлена. Елізабет Мейвор припускає, що інститут романтичної дружби між жінками досяг зеніту в Англії XVIII століття.
Однак «бостонський шлюб» позначив нове явище: жінки в ньому значно відрізнялись від соціальної норми того часу, вони прагнули здобути освіту, поділяли феміністичні ідеї, прагнули до фінансової незалежності і були націлені на побудову кар'єри. Такі жінки утворили соціальну групу «нових жінок». Їх стосунки в «бостонському шлюбі» були довготривалими і гармонійними, що робило дані союзи схожими на звичайні шлюби. Однак відсутність чоловіка у союзі давала жінкам можливість самим розпоряджатися своїм життям, реалізовувати свої кар'єрні і життєві амбіції. Така свобода була недоступна одруженим жінкам того часу, котрі часто значно залежали від чоловіків. Крім того, жінки в «бостонському шлюбі» не лише вели спільне господарство, але й надавали одна одній фінансову й психологічну підтримку в час, коли суспільство вороже відносилось до амбітних жінок.
Поява терміна «бостонський шлюб» в Новій Англій припала на час, коли жінки здобули право на освіту і були засновані різні жіночі коледжі (Коледж Веллслі (1870), Сміт-коледж (1871), Вассар-Коледж (1861)). Термін став асоціюватися з романом Генрі Джеймса «Бостонці» (1886) про тривале співжиття двох неодружених «нових жінок» на основі союзу його сестри Аліси Джеймс та Кетрін Пібоді Лорінг, хоча сам автор ніколи не використовував даний термін.
Вперше власне термін «бостонський шлюб» вжила у 1897 році суфражистка Една Чейні, котра наполягала на суспільному визнанні таких стосунків.
Кінооглядачі ХХ століття використовували термін бостонського шлюбу для опису стосунків Джеветт-Філдс, зображених у документальному фільмі 1998 року «З минулого».
Ліліан Фейдерман представила одне з найповніших досліджень бостонських шлюбів у книзі «Перевершити любов чоловіків» (1981). Прем'єра п'єси Девіда Мемета Бостонський шлюб відбулася в 2000 році і допомогла популяризувати термін.

## Велслі-шлюб

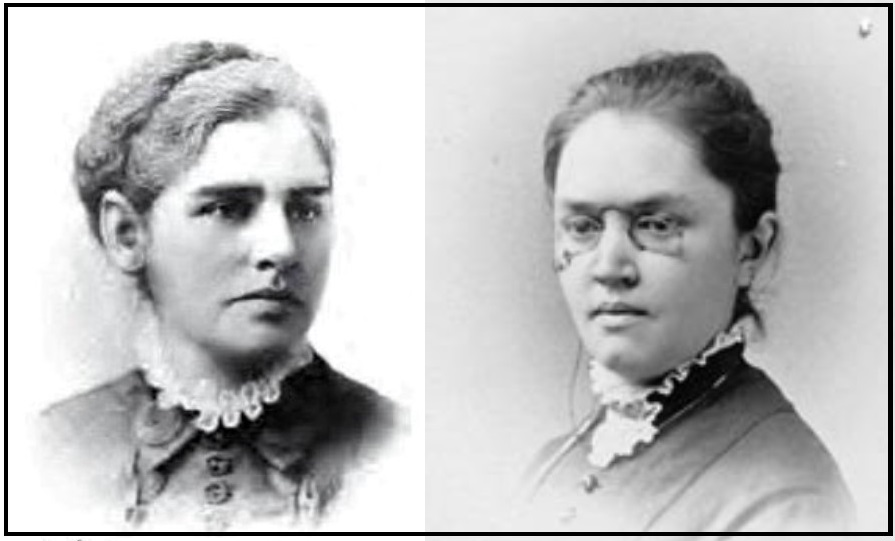
Кетрін Коман і Кетрін Лі Бейтс прожили у веллсліському шлюбі 25 років

Бостонські шлюби були настільки поширеними в Коледжі Веллслі наприкінці ХІХ та на початку ХХ століть, що термін Веллслі-шлюб став популярним описом явища.:185 Як правило, у стосунках брали участь дві вчені жінки. Це було звичайним явищем приблизно з 1870 до 1920 років. До кінця ХХ століття жінки мусили були залишати свої наукові посади після одруження, тому будь-яка жінка, яка хотіла зберегти академічну кар'єру, повинна була мати інше житло, крім дому з чоловіком і дітьми, наприклад, спільне проживання з однодумицею, самотньою професоркою. Крім того, як зазначає Ліліан Фейдерман, жінки з вищою освітою зазвичай знаходили більше незалежності, підтримки та однодумиць, співпрацюючи з іншими жінками. Крім того, ці альтернативні стосунки звільняли жінок від тягаря виховання дітей, догляду за чоловіками та іншої хатньої роботи, дозволяючи професіоналкам, таким як викладачки коледжу, зосередитися на своїх дослідженнях.
В історичних записах є багато прикладів шлюбів Веллслі. Фейдерман задокументувала, що наприкінці ХІХ століття з 53 викладачок у Велслі лише одна жінка була традиційно одружена з чоловіком; більшість інших жили з супутницями.:192

## Відомі бостонські шлюби

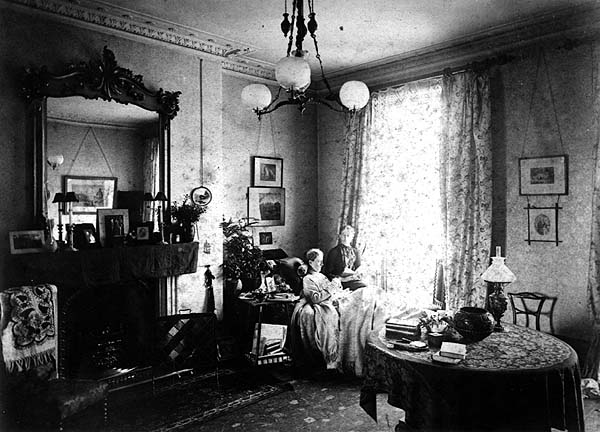
Аліса Джеймс та Кетрін Лорінг, бл. 1890 р.

Деякі приклади жінок у «бостонських шлюбах» були добре відомі. Крім Леді Лланголлена, яскравим у США прикладом були романістка Сара Орн Джеветт і письменниця Енні Адамс Філдс наприкінці 1800-х. Джеветт у 1877 написала роман «Глибокий рай», де описувала даний тип союзу.
Однією з найвідоміших Веллслі-пар були професорка поезії й авторка слів America the Beautiful Кетрін Лі Бейтс та історикиня економіки, якій приписують першу промислову історію США, Кетрін Коман.
В більш пізній час до бостонського шлюбу відносили союз американської хімікині Кетрін Блоджетт та Гертруди Браун.

## В Україні
У новелі Valse mélancolique українська письменниця й феміністка Ольга Кобилянська описує співжиття трьох нових жінок: інтелігенток, що здобувають освіту, проживають разом, аби заощадити гроші на досягнення своїх кар'єрних та екзистенційних цілей.